# 邊果
邊果（？年—？年），字義亭，一字梅岩，直隸河間府任丘縣人，康熙五十三年甲午科順天鄉試第227名舉人，康熙六十年辛丑科書經房會試中式146名，殿試成進士，年四十歲。